# Nikolai Andreew Stojanow

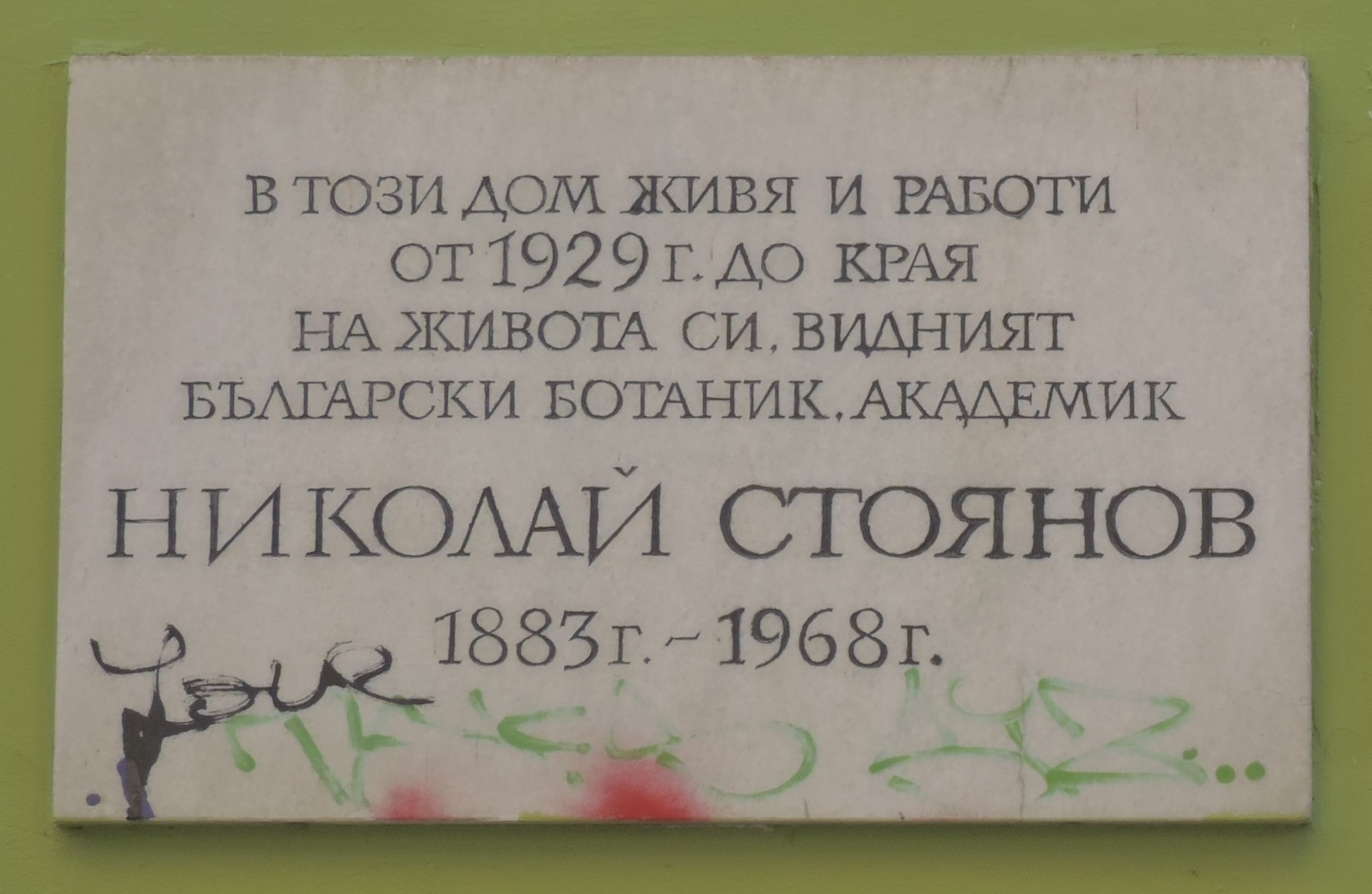
Gedenktafel für Nikolai Stojanow in Sofia

Nikolai Andreew Stojanow (bulgarisch Николай Андреев Стоянов; * 9. November 1883 in Garten, Russisches Kaiserreich; † 9. Oktober 1968 in Sofia) war ein bulgarischer Botaniker.
Sein botanisches Autorenkürzel lautet „Stoj.“.

## Leben
Stojanow studierte ab dem Jahr 1903 am Kiewer Polytechnischen Institut Landwirtschaft. 1906 wurde er wegen revolutionärer Betätigung verbannt. 1909 emigrierte er nach Bulgarien und studierte dort Naturwissenschaften. In Deutschland, Großbritannien und Österreich spezialisierte er sich auf die Botanik. Von 1951 bis 1962 war er als Direktor des bulgarischen Instituts für Botanik tätig. Außerdem war er von 1951 bis 1956 Sekretär der Klasse für biologische und medizinische Wissenschaften der Bulgarischen Akademie der Wissenschaften und von 1956 bis 1959 wissenschaftlicher Generalsekretär der Akademie.
In seinen wissenschaftlichen Arbeiten befasste er sich mit Geobotanik und der Systematik von Pflanzen. Insgesamt veröffentlichte er mehr als 150 wissenschaftliche Arbeiten.
Er wurde mit dem Orden Georgi Dimitrow und dem Dimitrow-Preis ausgezeichnet.

## Werke (Auswahl)
- Kritičeski izučvanija vurchu bulgarskitě karamfili, Leipzig 1935
- Visokoplaninskite rastenija v Bǔlgarija, Sofia 1966